# Dreipunktschaltung

Dreipunkt-Schaltung mit Röhre

Die Dreipunktschaltung ist eine Oszillatorschaltung zur Erzeugung von Hochfrequenz. Es handelt sich um einen durch Rückkopplung entdämpften Schwingkreis. 
Je nachdem ob zur Rückkopplung eine Spule oder ein Kondensator eingesetzt wird entsteht eine
- induktive Dreipunktschaltung mit geteilter Spule, wie die Hartley-Schaltung, der Elektronengekoppelter Oszillator (ECO), der Gegentakt-Oszillator oder eine
- kapazitive Dreipunktschaltung (Bild) mit geteilter Kapazität, wie die Colpitts-Schaltung, die Clapp-Schaltung, der Vackář-Oszillator.

Der Schwingkreis besteht aus der linken Spule und der Reihenschaltung der beiden Kondensatoren mit 100 pF und 30 pF. Zwischen dem oberen und unteren Ende des Schwingkreises besteht eine Phasenverschiebung von 180°. Damit ist die Rückkopplungsbedingung erfüllt, weil durch die Verstärkungsschaltung, in der abgebildeten Schaltung ist eine Elektronenröhre eingesetzt, eine zusätzliche Phasenverschiebung um 180° zwischen Steuergitter und Anode erzeugt. 
Der 33 kΩ-Widerstand sorgt dafür, dass Elektronen, die zufällig auf dem Steuergitter gelandet sind, zur Kathode abgeleitet werden. Die Spule mit 100 Windungen lässt den Gleichstrom zur Versorgung passieren, entkoppelte aber die erzeugte Hochfrequenz, zur Stromversorgung abzufließen.
Verringert man die Induktivität der Spule und die elektrische Kapazität des Kondensators immer weiter, so steigt die Eigenfrequenz des Schwingkreises. Im Extremfall besteht die Spule nur noch aus einer halben Windung und der Kondensator aus den Kapazitäten der Röhre.